# Dekanat Borów
Dekanat Borów – jeden z 33 dekanatów w rzymskokatolickiej archidiecezji wrocławskiej.
W skład dekanatu wchodzi 9 parafii:
- parafia św. Wawrzyńca i św. Antoniego → Borek Strzeliński
- parafia Narodzenia Najświętszej Maryi Panny i św. Wolfganga → Borów
- parafia Podwyższenia Krzyża Świętego → Jaksonów
- parafia św. Stanisława Biskupa i Męczennika → Jordanów Śląski
- parafia św. Jana Chrzciciela → Ludów Śląski
- parafia św. Michała Archanioła → Tyniec nad Ślęzą
- parafia św. Jadwigi → Węgry
- parafia św. Jana Nepomucena → Zielenice
- parafia św. Józefa Oblubieńca Najświętszej Maryi Panny → Żórawina